# TIFF
TIFF (англ. Tag Image File Format або Tagged Image File Format) — графічний формат, що розробила компанія Aldus (сучасна Adobe) у 1987 році як один із базових універсальних форматів представлення високоякісних зображень, які використовують у поліграфічній галузі. Попри те, що формат досить старий, він не втратив своїх позицій, і його досі широко використовують за призначенням. Найбільш недавня версія формату, TIFF 6, представлена у 1992 році.
У англійській мові слово tag («тег») означає «бірка» або «ярлик».

## Колірні моделі
TIFF формат підтримує такі кольорові моделі:
- Line Art (black & white)
- Grayscale
- Pseudocolor від 1 до 8 біт (Indexed color)
- RGB
- YCbCr
- CMYK
- Lab

Для Grayscale, RGB та CMYK зображень використовується 8 біт (256 рівнів) на 1 канал, але це не є обмеженням TIFF. Специфікація також дозволяє 16-ти і 32-бітні канали, і ці можливості підтримуються більшістю сучасних програм професійної обробки зображень.

## Компресія
TIFF підтримує велику кількість алгоритмів стиснення. А саме алгоритми стиснення без втрат:
- PackBits
- LZW (Lempel-Ziv-Welch), широко використовується для стиснення ч/б та кольорових зображень (але не дуже ефективний для стиснення CMYK-даних)
- CCITT Fax group 3 та 4, в основному використовується для Line Art зображень (особливо для інформації з RIP)

Офіційно TIFF також підтримує JPEG-компресію, але зважаючи на втрати, які при цьому невідворотні, такого роду компресія не використовується для високоякісних зображень.
Формат TIFF накладає обмеження на розмір файлу до 4 GB. Якщо зважити на те, що у цьому об'ємі може міститися стиснене зображення з середнім коефіцієнтом стиснення, то теоретично його розміри можуть наближатися до розмірів 232−1 пікселів.